# Yang di-Pertuan Agong
De federatie van Maleisië is een constitutionele monarchie, officieel staat de Hoogste Regeerder of Yang di-Pertuan Agong aan het hoofd hiervan, die gewoonlijk de koning wordt genoemd. De Koningen van Maleisië worden gekozen voor termijnen van vijf jaren uit de negen sultans van de staten van het Maleisische schiereiland. Hieronder een lijst van de hoge regeerders, tussen 1957 en 1963 van de Federatie van Malakka en na 1963 van Maleisië:

## Koningen van Maleisië (1957-heden)
| Nr. | Monarch           | Monarch                                          | Regeringsperiode                      | Staat           |
| --- | ----------------- | ------------------------------------------------ | ------------------------------------- | --------------- |
| 1   |                   | Tuanku Abdul Rahman (1895-1960)                  | 31 augustus 1957 - 1 april 1960       | Negeri Sembilan |
| 1   | Overleden in ambt | Tuanku Abdul Rahman (1895-1960)                  |                                       | Negeri Sembilan |
| 2   |                   | Sultan Hishamuddin Alam Shah (1898-1960)         | 24 april 1960 - 1 september 1960      | Selangor        |
| 2   | Overleden in ambt | Sultan Hishamuddin Alam Shah (1898-1960)         |                                       | Selangor        |
| 3   |                   | Tuanku Syed Harun Putra (1920-2000)              | 21 september 1960 - 20 september 1965 | Perlis          |
| 4   |                   | Sultan Ismail Nasirrudin Shah (1907-1979)        | 21 september 1965 - 20 september 1970 | Terengganu      |
| 5   |                   | Sultan Abdul Halim Muadzam Shah (1927-2017) (1x) | 21 september 1970 - 20 september 1975 | Kedah           |
| 6   |                   | Sultan Yahya Putra (1917-1979)                   | 21 september 1975 - 29 maart 1979     | Kelantan        |
| 6   | Overleden in ambt | Sultan Yahya Putra (1917-1979)                   |                                       | Kelantan        |
| 7   |                   | Sultan Ahmad Shah al-Mustain Billah (1930-2019)  | 26 april 1979 - 25 april 1984         | Pahang          |
| 8   |                   | Sultan Mahmud Iskandar (1932-2010)               | 26 april 1984 - 25 april 1989         | Johor           |
| 9   |                   | Sultan Azlan Muhibbudin Shah (1928-2014)         | 26 april 1989 - 25 april 1994         | Perak           |
| 10  |                   | Tuanku Ja'afar (1922-2008)                       | 26 april 1994 - 25 april 1999         | Negeri Sembilan |
| 11  |                   | Sultan Salehuddin Abdul Aziz Shah (1926-2001)    | 26 april 1999 - 21 november 2001      | Selangor        |
| 11  | Overleden in ambt | Sultan Salehuddin Abdul Aziz Shah (1926-2001)    |                                       | Selangor        |
| 12  |                   | Tuanku Syed Sirajuddin (1943)                    | 13 december 2001 - 12 december 2006   | Perlis          |
| 13  |                   | Sultan Mizan Zainal Abidin (1962)                | 13 december 2006 - 12 december 2011   | Terengganu      |
| 14  |                   | Sultan Abdul Halim Muadzam Shah (1927-2017) (2x) | 13 december 2011 - 12 december 2016   | Kedah           |
| 15  |                   | Sultan Muhammad V van Kelantan (1969)            | 13 december 2016 - 6 januari 2019     | Kelantan        |
| 15  | Afgetreden        | Sultan Muhammad V van Kelantan (1969)            |                                       | Kelantan        |
| 16  |                   | Sultan Abdullah van Pahang (1959)                | 31 januari 2019 - 31 januari 2024     | Pahang          |
| 17  |                   | Sultan Ibrahim Ismail (1958)                     | 31 januari 2024 - heden               | Johor           |